# Union Sportive Montauban
La Union Sportive Montalbanaise es un equipo francés profesional de rugby con sede en la localidad de Montauban y que disputa la Pro D2, la segunda competición de aquella nación.

## Historia
El club fue fundado en 1903, obtuvo su primer campeonato en 1967 venciendo 11 a 3 a Bègles.
El club ha sido campeón de la segunda división en tres ocasiones en las temporadas 2001, 2006 y 2025.

## Palmarés
- Campeonato de Francia (1): 1966-67

- Pro D2 (2): 2000-01, 2005-06, 2024-25

- Fédérale 1 (1): 2013-14